# Kaledonské hory
Kaledonské hory (anglicky  Northwest Highlands) je horský masiv na severozápadě Skotska, ve Velké Británii. Zaujímá celou třetinu Skotska. Od střední části Skotska je odděluje tektonické pásmo Great Glen, kde se nachází známé jezero Loch Ness. Nejvyšší horou je Càrn Eige (1 182 m).

## Geografie
Kaledonské hory jsou skalnatá vysočina vymodelovaná ledovci. Časté jsou příkré svahy oddělené údolími a plošinami. Na severním pobřeží se nachází řada hlubokých fjordů. Pobřeží je velmi členité, s řadou útesů a ostrovů. V pohoří se nachází četná jezera, rašeliniště, vřesoviště a málo lesů. Ze stromů zde rostou především břízy a borovice. Podnebí v oblasti je oceánské s teplými a vlhkými léty s průměrnými teplotami pod 17 °C a mírnými zimami. Sníh se v zimě drží jen ve vyšších polohách od jednoho do tří měsíců.

## Geologie
Kaledonské hory vznikly kaledonským vrásnění. V pleistocénu byly zaledněny. Hlavními horninami jsou prekambrické ruly, dále pískovce a kvarcity.